# Asaka Hosokawa
Asaka Hosokawa (8 ottobre 1998) è una nuotatrice artistica giapponese.

## Palmarès
- Mondiali

Budapest 2022: argento nel libero combinato e nel team tecnico, bronzo nel team libero